# 栅棘鱼目
栅棘鱼目（學名：Climatiiformes）是棘魚綱的一個目。

## 特徵
魚身有2個背鰭、嘴巴沒有牙齒。

## 下属分类
本科包括以下属：
Climatiida亚目
- Gyracanthidae ?
- Climatiidae

双棘鱼亚目 Diplacanthida
- Culmacanthidae
- Tetanopsyridae
- 双棘鱼科 Diplacanthidae